# Diadochia saca
Diadochia saca är en fjärilsart som beskrevs av Rudolf Püngeler 1914. Diadochia saca ingår i släktet Diadochia och familjen nattflyn. Inga underarter finns listade i Catalogue of Life.